# Comuna Vîrivka, Konotop
Vîrivka (în ucraineană Вирівка) este o comună în raionul Konotop, regiunea Sumî, Ucraina, formată din satele Lîsohubivka, Sarnavșciîna, Taranske și Vîrivka (reședința).

## Demografie
Componența lingvistică a comunei Vîrivka
     Ucraineană (95,25%)
     Rusă (4,36%)
     Alte limbi (0,28%)
Conform recensământului din 2001, majoritatea populației comunei Vîrivka era vorbitoare de ucraineană (95,25%), existând în minoritate și vorbitori de rusă (4,36%).